# Enrique Chagoya
Enrique Chagoya, född 1953 i Mexico City, är en mexikansk-amerikansk konstnär, illustratör och utbildare. Hans far var en konstnär och bankanställd. Chagoya uppfostrades delvis av en kvinna med rötter i det amerikanska urfolket, vilket bidrog till att han fick stor respekt för ursprungsbefolkningen och deras historia. Mellan 1971–1974 studerade han ekonomi vid Universidad Nacional Autónoma de México och det var under studietiden han träffade sin första fru, Jeanine Kramer. 1979 flyttade Chagoya till USA, där han började arbeta som frilansande illustratör och grafisk designer. År 1984 tog Chagoya en konstnärlig kandidatexamen vid San Francisco Art Institute och 1987 tog han en konstnärlig masterexamen vid University of California, Berkeley. År 2000 blev han medborgare i USA och han är gift med Kara Maria och bosatt i San Francisco.
Ett av Chagoyas mest uppmärksammade verk är The Misadventures of the Romantic Cannibals, som var en del av utställningen "The Legend of Bud Shark and His Indelible Ink". Enligt Chagoyas själv berörde verket de sexuella övergreppen inom romersk-katolska kyrkan. Ett annat kontroversiellt verk var The Enlightened Savage Guide to Economic Theory, som innehåller mördade barn och kannibalism.